# Allostylus caerulescens
Allostylus caerulescens är en fjärilsart som beskrevs av William Schaus 1911. Allostylus caerulescens ingår i släktet Allostylus och familjen träfjärilar. Inga underarter finns listade i Catalogue of Life.